# Гус Крик (Јужна Каролина)
Гус Крик (енгл. Goose Creek) град је у америчкој савезној држави Јужна Каролина.

## Демографија
По попису из 2010. године број становника је 35.938, што је 6.73 (23,0%) становника више него 2000. године.
| Група             | 2000.          | 2010.          |
| Белци             | 22.386 (76,6%) | 24.501 (68,2%) |
| Афроамериканци    | 4.153 (14,2%)  | 6.560 (18,3%)  |
| Азијати           | 776 (2,7%)     | 1.340 (3,7%)   |
| Хиспаноамериканци | 1.182 (4,0%)   | 2.203 (6,1%)   |
| Укупно            | 29.208         | 35.938         |